# Алиберти, Джузеппе
Джузеппе Алиберти (итал. Giuseppe Aliberti, 5 марта 1901, Турин — 8 января 1956, Турин) — итальянский футболист, игравший на позиции полузащитника. По завершении игровой карьеры — футбольный тренер.
Выступал, в частности, за клуб «Торино», а также национальную сборную Италии.

## Клубная карьера
Родился 5 марта 1901 года в Турине. Воспитанник футбольной школы клуба «Торино».
Во взрослом футболе дебютировал в 1920 году выступлениями за команду «Бьеллезе», в которой провёл один сезон, приняв участие лишь в 2 матчах чемпионата, после чего вернулся в родной клуб «Торино». С туринцами Алиберти выиграл в 1927 году чемпионат Италии, немногим позже титул у клуба был отобран из-за выявленных итальянской федерацией футбола махинаций, однако в следующем сезоне «Торино» во второй раз подряд стали сильнейшей в Италии, на этот раз титул не оспаривался. Всего отыграл за туринский клуб одиннадцать сезонов своей игровой карьеры.
Завершил профессиональную игровую карьеру в клубе «Бьеллезе», где и начинал играть. Пришёл в команду в 1932 году и защищал её цвета до прекращения выступлений на профессиональном уровне в 1935 году.

## Выступления за сборную
1 января 1923 года дебютировал в официальных матчах в составе национальной сборной Италии в товарищеской игре против сборной Германии. В течение карьеры в национальной команде, которая длилась 3 года, провёл в форме главной команды страны 11 матчей.
В составе сборной был участником футбольного турнира на Олимпийских играх 1924 в Париже, где сыграл в трёх матчах.

## Карьера тренера
Ещё во время выступлений на поле в сезоне 1931/32 годов тренировал «Торино» в Серии А, а в сезоне 1933/34 годов «Бьеллезе» в третьем по уровню дивизионе страны.
Умер 8 января 1956 года на 55-м году жизни.

## Достижения
- Чемпионат Италии (1):

«Торино»: 1926-27, 1927-28